# هارولد ويليام هنري
هارولد ويليام هنري (بالإنجليزية: Harold William Henry)‏ هو قسيس أمريكي، ولد في 11 يوليو 1909 في منيابولس في الولايات المتحدة، وتوفي في 1 مارس 1976 في جيجو في كوريا الجنوبية.